# Šime Šugar
Šime Šugar Ivanov (Kolan, 1830. – Kolan, 1911.), hrvatski pučki pjesnik. Paški povjesničar Nikola Crnković prikazao je Šugara kao začetnika autorskog pučkog pjesništva na Pagu. Danas se po Šimu Šugaru Ivanovu zove općinska knjižnica Općine Kolan.